# Tromsø Idrettslag 2017
Questa voce raccoglie le informazioni riguardanti il Tromsø Idrettslag nelle competizioni ufficiali della stagione 2017.

## Stagione
A seguito del 13º posto finale della precedente stagione, il Tromsø avrebbe affrontato il campionato di Eliteserien 2017, oltre al Norgesmesterskapet. Il 19 dicembre 2016 è stato compilato il calendario del nuovo campionato, che alla 1ª giornata avrebbe visto la squadra ospitare il Brann, nel weekend dell'1-3 aprile 2016.
Il 7 aprile è stato sorteggiato il primo turno del Norgesmesterskapet 2017: il Tromsø avrebbe fatto visita al Bjørnevatn. La squadra ha superato questo ostacolo ed anche Finnsnes e Fløya nei turni successivi, prima di arrendersi al Lillestrøm.
Il 26 giugno, l'allenatore Bård Flovik è stato esonerato. Il giorno seguente, Truls Jenssen ne ha preso il posto ad interim, in attesa di una soluzione definitiva. Il 12 luglio, Simo Valakari è stato nominato nuovo tecnico, legandosi al club fino al termine della stagione.
Il Tromsø ha chiuso l'annata all'11º posto.

## Maglie e sponsor
Lo sponsor tecnico per la stagione 2017 è stato Select, mentre lo sponsor ufficiale è stato Sparebank 1. La divisa casalinga è stata composta da una maglietta rossa con strisce bianche, pantaloncini e calzettoni bianchi. La divisa da trasferta è stata invece di colore blu, con inserti bianchi.
| Casa | Trasferta |

## Rosa
| N. |                     | Ruolo | Calciatore              |
| -- | ------------------- | ----- | ----------------------- |
| 1  | Norvegia (bandiera) | P     | Gudmund Kongshavn       |
| 3  | Norvegia (bandiera) | D     | Kent-Are Antonsen       |
| 4  | Senegal (bandiera)  | D     | Mehdi Dioury            |
| 5  | Norvegia (bandiera) | D     | Magnar Ødegaard         |
| 6  | Norvegia (bandiera) | C     | Christian Landu Landu   |
| 7  | Norvegia (bandiera) | C     | Morten Gamst Pedersen   |
| 8  | Norvegia (bandiera) | C     | Ulrik Yttergård Jenssen |
| 9  | Slovenia (bandiera) | A     | Slobodan Vuk            |
| 10 | Norvegia (bandiera) | A     | Thomas Lehne Olsen      |
| 11 | Norvegia (bandiera) | C     | Jonas Johansen          |
| 12 | Croazia (bandiera)  | P     | Filip Lončarić          |
| 14 | Norvegia (bandiera) | D     | Hans Norbye             |
| 15 | Norvegia (bandiera) | C     | Magnus Andersen         |
| 16 | Ghana (bandiera)    | D     | Patrick Kpozo           |
| 17 | Islanda (bandiera)  | C     | Aron Sigurðarson        |
| 18 | Senegal (bandiera)  | A     | Mour Samb               |
| 19 | Norvegia (bandiera) | D     | William Frantzen        |

| N. |                      | Ruolo | Calciatore          |
| -- | -------------------- | ----- | ------------------- |
| 20 | Norvegia (bandiera)  | C     | Peter Aas           |
| 21 | Finlandia (bandiera) | P     | Otto Fredrikson     |
| 22 | Norvegia (bandiera)  | D     | Simen Wangberg      |
| 23 | Norvegia (bandiera)  | A     | Gjermund Åsen       |
| 24 | Norvegia (bandiera)  | C     | Mikael Ingebrigtsen |
| 25 | Norvegia (bandiera)  | D     | Lasse Nilsen        |
| 26 | Norvegia (bandiera)  | D     | Jostein Gundersen   |
| 27 | Norvegia (bandiera)  | C     | Fredrik Michalsen   |
| 28 | Norvegia (bandiera)  | P     | Jacob Karlstrøm     |
| 30 | Norvegia (bandiera)  | A     | Runar Espejord      |
| 34 | Norvegia (bandiera)  | A     | Brage Berg Pedersen |
| 33 | Norvegia (bandiera)  | C     | Gustav Severinsen   |
| 35 | Norvegia (bandiera)  | A     | Garib Gerkondani    |
| 40 | Spagna (bandiera)    | P     | Javi Jiménez        |
| 42 | Norvegia (bandiera)  | A     | Mushaga Bakenga     |
| 88 | Russia (bandiera)    | D     | Šamil' Gasanov      |

## Calciomercato

### Sessione invernale(dal 01/01 al 31/03)
| Arrivi | Arrivi        | Arrivi   | Arrivi     |
| R.     | Nome          | da       | Modalità   |
| ------ | ------------- | -------- | ---------- |
| D      | Patrick Kpozo | AIK      | prestito   |
| C      | Mehdi Dioury  | Diambars | definitivo |
| C      | Mour Samb     | Diambars | definitivo |
| A      | Slobodan Vuk  | Domžale  | definitivo |

| Partenze | Partenze           | Partenze   | Partenze   |
| R.       | Nome               | a          | Modalità   |
| -------- | ------------------ | ---------- | ---------- |
| D        | Henrik Gjesdal     |            | svincolato |
| D        | Lasse Nilsen       | Tromsdalen | prestito   |
| A        | Christer Johnsgård |            | svincolato |
| A        | Sofien Moussa      |            | svincolato |

### Tra le due sessioni
| Arrivi | Arrivi          | Arrivi | Arrivi     |
| R.     | Nome            | da     | Modalità   |
| ------ | --------------- | ------ | ---------- |
| P      | Otto Fredrikson |        | svincolato |

| Partenze | Partenze | Partenze | Partenze |
| R.       | Nome     | a        | Modalità |
| -------- | -------- | -------- | -------- |

### Sessione estiva(dal 20/07 al 16/08)
| Arrivi | Arrivi          | Arrivi     | Arrivi        |
| R.     | Nome            | da         | Modalità      |
| ------ | --------------- | ---------- | ------------- |
| D      | Šamil' Gasanov  |            | svincolato    |
| D      | Lasse Nilsen    | Tromsdalen | fine prestito |
| A      | Mushaga Bakenga | Rosenborg  | definitivo    |

| Partenze | Partenze          | Partenze | Partenze      |
| R.       | Nome              | a        | Modalità      |
| -------- | ----------------- | -------- | ------------- |
| D        | Patrick Kpozo     | AIK      | fine prestito |
| C        | Fredrik Michalsen | Fjölnir  | prestito      |

### Dopo la sessione estiva
| Arrivi | Arrivi       | Arrivi | Arrivi     |
| R.     | Nome         | da     | Modalità   |
| ------ | ------------ | ------ | ---------- |
| P      | Javi Jiménez |        | svincolato |

| Partenze | Partenze            | Partenze | Partenze |
| R.       | Nome                | a        | Modalità |
| -------- | ------------------- | -------- | -------- |
| A        | Brage Berg Pedersen | Genoa    | prestito |

## Risultati

### Eliteserien

#### Girone di andata
| Arbitro: | Døvle (Larvik) |

|              |           |           |
| Wangberg 90’ | Marcatori | 46’ Orlov |

| Arbitro: | Hagenes (Flaktveit) |

|             |           |                           |
| Ryerson 58’ | Marcatori | 6’ (aut.) Ledger 90’ Åsen |

| Arbitro: | Kjensli (Oslo) |

|                                  |           |  |
| Åsen 46’ Wangberg 53’ Norbye 90’ | Marcatori |  |

| Arbitro: | Moen (Haugesund) |

|          |           |  |
| Riski 6’ | Marcatori |  |

| Arbitro: | Saggi (Drammen) |

|  |           |                                  |
|  | Marcatori | 5’ Omoijuanfo 40’, 42’ Brochmann |

| Arbitro: | Hagenes (Flaktveit) |

|                                   |           |                  |
| Riise 61’ Abdellaoue 67’ Hoff 80’ | Marcatori | 21’ Ingebrigtsen |

| Arbitro: | Hafsås (Trondheim) |

|                 |           |            |
| Lehne Olsen 11’ | Marcatori | 40’ Stokke |

| Arbitro: | Saggi (Drammen) |

|                |           |                 |
| Fejzullahu 72’ | Marcatori | 48’ Lehne Olsen |

| Arbitro: | Steen (Bergen) |

|                  |           |                                  |
| Vilhjálmsson 20’ | Marcatori | 43’ Ingebrigtsen 85’ Sigurðarson |

| Arbitro: | Lundby (Bøverbru) |

|                       |           |             |
| Yttergård Jenssen 31’ | Marcatori | 58’ Tokstad |

| Arbitro: | Saggi (Drammen) |

|                                 |           |                 |
| Udoji 9’ Knudtzon 54’, 73’, 78’ | Marcatori | 1’ Ingebrigtsen |

| Arbitro: | Hagen (Grue) |

|                                  |           |                                                     |
| Sigurðarson 63’ Ingebrigtsen 75’ | Marcatori | 7’ Tollås Nation 16’ Zahid 18’ Finne 25’ Abdellaoue |

| Arbitro: | Hobber Nilsen (Oslo) |

|                                         |           |  |
| Hussain 55’ Sigurðarson 57’ Brustad 83’ | Marcatori |  |

| Arbitro: | Steen (Bergen) |

|                 |           |          |
| Sigurðarson 32’ | Marcatori | 1’ Morer |

| Arbitro: | Hagenes (Flaktveit) |

|                          |           |  |
| Kiss 17’ (rig.) Abdi 83’ | Marcatori |  |

#### Girone di ritorno
| Arbitro: | Kjensli (Oslo) |

|                          |           |                                   |
| Bakenga 30’ Wangberg 60’ | Marcatori | 32’ Semb Berge 88’ (rig.) Hussain |

| Arbitro: | Moen (Haugesund) |

|                                          |           |  |
| Mjelde 1’ Solberg Olsen 6’ Lorentzen 69’ | Marcatori |  |

| Arbitro: | Døvle (Larvik) |

|                 |           |                                  |
| Lehne Olsen 25’ | Marcatori | 27’ S. Svendsen 77’ Braut Håland |

| Oslo 14 agosto 2017, ore 19:00 19ª giornata | Vålerenga    | 0 – 0 referto | Tromsø | Ullevaal Stadion (10.049 spett.)\| Arbitro: \| Hagen (Grue) \| |
| Arbitro:                                    | Hagen (Grue) |               |        |                                                                |

| Arbitro: | Steen (Bergen) |

|                              |           |                               |
| Åsen 6’ Lehne Olsen 48’, 75’ | Marcatori | 20’ Papazoglou 54’ Þrándarson |

| Arbitro: | Hagen (Grue) |

|                                            |           |                  |
| Stokke 8’, 45’ Mendy 36’ Øwre Gjertsen 48’ | Marcatori | 90’ Ingebrigtsen |

| Arbitro: | Hafsås (Trondheim) |

|                                                                |           |  |
| Wangberg 14’, 41’ Landu Landu 16’ Bakenga 26’ Ingebrigtsen 59’ | Marcatori |  |

| Arbitro: | Moen (Haugesund) |

|                    |           |                  |
| Jradi 1’ Nguen 60’ | Marcatori | 51’ Ingebrigtsen |

| Arbitro: | Hagen (Grue) |

|                             |           |                   |
| Ødegaard 2’ Lehne Olsen 17’ | Marcatori | 56’ Kind Mikalsen |

| Arbitro: | Hansen (Feda) |

|  |           |                                       |
|  | Marcatori | 5’ Adegbenro 51’ Bendtner 56’ Helland |

| Arbitro: | Moen (Haugesund) |

|          |           |                           |
| Boli 48’ | Marcatori | 23’ Gundersen 34’ Bakenga |

| Arbitro: | Saggi (Drammen) |

|                                   |           |  |
| Wangberg 30’ Lehne Olsen 43’, 73’ | Marcatori |  |

| Arbitro: | Hansen (Feda) |

|  |           |                                  |
|  | Marcatori | 38’ Lehne Olsen 66’ Ingebrigtsen |

| Arbitro: | Kjensli (Oslo) |

|                                    |           |  |
| Lehne Olsen 21’ Gamst Pedersen 47’ | Marcatori |  |

| Arbitro: | Moen (Haugesund) |

|                            |           |                              |
| Marengo 2’ Orry Larsen 56’ | Marcatori | 45’ Antonsen 76’ Lehne Olsen |

### Norgesmesterskapet
| Arbitro: | Gjermshus (Oslo) |

|  |           |                                                                        |
|  | Marcatori | 24’ Michalsen 47’ (aut.) Amble Mathisen 61’, 83’ Ingebrigtsen 65’ Samb |

| Arbitro: | Røvig Sletner |

|  |           |                               |
|  | Marcatori | 29’ Sigurðarson 57’ Gundersen |

| Arbitro: | Følstad Skarsem (Trondheim) |

|                |           |                                                     |
| Tian Olsen 90’ | Marcatori | 45’ Lehne Olsen 59’ Gamst Pedersen 65’ Ingebrigtsen |

| Arbitro: | Hansen (Feda) |

|               |           |  |
| Tagbajumi 57’ | Marcatori |  |

## Statistiche

### Statistiche di squadra
| Competizione       | Punti | In casa | In casa | In casa | In casa | In casa | In casa | In trasferta | In trasferta | In trasferta | In trasferta | In trasferta | In trasferta | Totale | Totale | Totale | Totale | Totale | Totale | DR |
| Competizione       | Punti | G       | V       | N       | P       | Gf      | Gs      | G            | V            | N            | P            | Gf           | Gs           | G      | V      | N      | P      | Gf     | Gs     | DR |
| ------------------ | ----- | ------- | ------- | ------- | ------- | ------- | ------- | ------------ | ------------ | ------------ | ------------ | ------------ | ------------ | ------ | ------ | ------ | ------ | ------ | ------ | -- |
| Eliteserien        | 38    | 15      | 6       | 5       | 4       | 27      | 21      | 15           | 4            | 3            | 8            | 15           | 28           | 30     | 10     | 8      | 12     | 42     | 49     | -7 |
| Norgesmesterskapet | -     | 0       | 0       | 0       | 0       | 0       | 0       | 4            | 3            | 0            | 1            | 10           | 2            | 4      | 3      | 0      | 1      | 10     | 2      | +8 |
| Totale             | -     | 15      | 6       | 5       | 4       | 27      | 21      | 19           | 7            | 3            | 9            | 25           | 30           | 34     | 13     | 8      | 13     | 52     | 51     | +1 |

### Andamento in campionato
| Giornata  | 1 | 2 | 3 | 4 | 5 | 6  | 7  | 8  | 9 | 10 | 11 | 12 | 13 | 14 | 15 | 16 | 17 | 18 | 19 | 20 | 21 | 22 | 23 | 24 | 25 | 26 | 27 | 28 | 29 | 30 |
| --------- | - | - | - | - | - | -- | -- | -- | - | -- | -- | -- | -- | -- | -- | -- | -- | -- | -- | -- | -- | -- | -- | -- | -- | -- | -- | -- | -- | -- |
| Luogo     | C | T | C | T | C | T  | C  | T  | T | C  | T  | C  | T  | C  | T  | C  | T  | C  | T  | C  | T  | C  | T  | C  | C  | T  | C  | T  | C  | T  |
| Risultato | N | V | V | P | P | P  | N  | N  | V | N  | P  | P  | P  | N  | P  | N  | P  | P  | N  | V  | P  | V  | P  | V  | P  | V  | V  | V  | V  | N  |
| Posizione | 9 | 5 | 3 | 6 | 7 | 11 | 11 | 11 | 9 | 8  | 11 | 14 | 15 | 15 | 15 | 15 | 15 | 15 | 15 | 15 | 15 | 15 | 15 | 15 | 15 | 14 | 13 | 13 | 11 | 11 |

Fonte:  Eliteserien 2017, su altomfotball.no, Altomfotball. URL consultato il 25 gennaio 2017 (archiviato dall'url originale il 2 febbraio 2017).
Legenda:

Luogo: C = Casa; T = Trasferta. Risultato: V = Vittoria; N = Pareggio; P = Sconfitta.

### Statistiche dei giocatori
| Giocatore            | Eliteserien | Eliteserien | Eliteserien | Eliteserien | Norgesmesterskapet | Norgesmesterskapet | Norgesmesterskapet | Norgesmesterskapet | Coppe europee | Coppe europee | Coppe europee | Coppe europee | Altre coppe | Altre coppe | Altre coppe | Altre coppe | Totale   | Totale | Totale      | Totale     |
| Giocatore            | Presenze    | Reti        | Ammonizioni | Espulsioni  | Presenze           | Reti               | Ammonizioni        | Espulsioni         | Presenze      | Reti          | Ammonizioni   | Espulsioni    | Presenze    | Reti        | Ammonizioni | Espulsioni  | Presenze | Reti   | Ammonizioni | Espulsioni |
| -------------------- | ----------- | ----------- | ----------- | ----------- | ------------------ | ------------------ | ------------------ | ------------------ | ------------- | ------------- | ------------- | ------------- | ----------- | ----------- | ----------- | ----------- | -------- | ------ | ----------- | ---------- |
| P. Aas               | 0           | 0           | 0           | 0           | 0                  | 0                  | 0                  | 0                  |               |               |               |               |             |             |             |             | 0        | 0      | 0           | 0          |
| M. Andersen          | 16          | 0           | 1           | 0           | 3                  | 0                  | 0                  | 0                  |               |               |               |               |             |             |             |             | 19       | 0      | 1           | 0          |
| K. Antonsen          | 25          | 1           | 2           | 1           | 2                  | 0                  | 0                  | 0                  |               |               |               |               |             |             |             |             | 27       | 1      | 2           | 1          |
| G. Åsen              | 29          | 3           | 2           | 0           | 2                  | 0                  | 0                  | 0                  |               |               |               |               |             |             |             |             | 31       | 3      | 2           | 0          |
| M. Bakenga           | 8           | 3           | 1           | 0           | -                  | -                  | -                  | -                  |               |               |               |               |             |             |             |             | 8        | 3      | 1           | 0          |
| B. Berg Pedersen     | 0           | 0           | 0           | 0           | 0                  | 0                  | 0                  | 0                  |               |               |               |               |             |             |             |             | 0        | 0      | 0           | 0          |
| M. Dioury            | 1           | 0           | 0           | 0           | 2                  | 0                  | 0                  | 0                  |               |               |               |               |             |             |             |             | 3        | 0      | 0           | 0          |
| R. Espejord          | 6           | 0           | 0           | 0           | 0                  | 0                  | 0                  | 0                  |               |               |               |               |             |             |             |             | 6        | 0      | 0           | 0          |
| W. Frantzen          | 0           | 0           | 0           | 0           | 0                  | 0                  | 0                  | 0                  |               |               |               |               |             |             |             |             | 0        | 0      | 0           | 0          |
| O. Fredrikson        | 0           | -0          | 0           | 0           | 0                  | -0                 | 0                  | 0                  |               |               |               |               |             |             |             |             | 0        | 0      | 0           | 0          |
| M. Gamst Pedersen    | 24          | 1           | 2           | 1           | 2                  | 1                  | 0                  | 0                  |               |               |               |               |             |             |             |             | 26       | 2      | 2           | 1          |
| Š. Gasanov           | 0           | 0           | 0           | 0           | -                  | -                  | -                  | -                  |               |               |               |               |             |             |             |             | 0        | 0      | 0           | 0          |
| G. Gerkondani        | 0           | 0           | 0           | 0           | 2                  | 0                  | 1                  | 0                  |               |               |               |               |             |             |             |             | 2        | 0      | 1           | 0          |
| J. Gundersen         | 21          | 1           | 2           | 0           | 3                  | 1                  | 0                  | 0                  |               |               |               |               |             |             |             |             | 24       | 2      | 2           | 0          |
| M. Ingebrigtsen      | 27          | 8           | 2           | 0           | 4                  | 3                  | 0                  | 0                  |               |               |               |               |             |             |             |             | 31       | 11     | 2           | 0          |
| E. Jacobsen          | 0           | -0          | 0           | 0           | 0                  | -0                 | 0                  | 0                  |               |               |               |               |             |             |             |             | 0        | 0      | 0           | 0          |
| J. Jiménez           | 0           | -0          | 0           | 0           | -                  | -                  | -                  | -                  |               |               |               |               |             |             |             |             | 0        | 0      | 0           | 0          |
| J. Johansen          | 2           | 0           | 0           | 0           | 2                  | 0                  | 0                  | 0                  |               |               |               |               |             |             |             |             | 4        | 0      | 0           | 0          |
| J. Karlstrøm         | 5           | -11         | 0           | 0           | 3                  | -1                 | 0                  | 0                  |               |               |               |               |             |             |             |             | 8        | -12    | 0           | 0          |
| G. Kongshavn         | 25          | -38         | 0           | 0           | 1                  | -1                 | 0                  | 0                  |               |               |               |               |             |             |             |             | 26       | -39    | 0           | 0          |
| P. Kpozo             | 2           | 0           | 0           | 0           | 3                  | 0                  | 0                  | 0                  |               |               |               |               |             |             |             |             | 5        | 0      | 0           | 0          |
| C. Landu Landu       | 24          | 1           | 4           | 0           | 2                  | 0                  | 0                  | 0                  |               |               |               |               |             |             |             |             | 26       | 1      | 4           | 0          |
| T. Lehne Olsen       | 0           | 0           | 0           | 0           | 0                  | 0                  | 0                  | 0                  |               |               |               |               |             |             |             |             | 0        | 0      | 0           | 0          |
| F. Lončarić          | 0           | -0          | 0           | 0           | 0                  | -0                 | 0                  | 0                  |               |               |               |               |             |             |             |             | 0        | 0      | 0           | 0          |
| F. Michalsen         | 1           | 0           | 0           | 0           | 1                  | 1                  | 0                  | 0                  |               |               |               |               |             |             |             |             | 2        | 1      | 0           | 0          |
| L. Nilsen            | 12          | 0           | 2           | 0           | 1                  | 0                  | 1                  | 0                  |               |               |               |               |             |             |             |             | 13       | 0      | 3           | 0          |
| H. Norbye            | 23          | 1           | 1           | 0           | 4                  | 0                  | 1                  | 0                  |               |               |               |               |             |             |             |             | 27       | 1      | 2           | 0          |
| M. Ødegaard          | 29          | 1           | 3           | 0           | 4                  | 0                  | 0                  | 0                  |               |               |               |               |             |             |             |             | 33       | 1      | 3           | 0          |
| M. Samb              | 16          | 0           | 1           | 0           | 3                  | 1                  | 1                  | 0                  |               |               |               |               |             |             |             |             | 19       | 1      | 2           | 0          |
| G. Severinsen        | 0           | 0           | 0           | 0           | 0                  | 0                  | 0                  | 0                  |               |               |               |               |             |             |             |             | 0        | 0      | 0           | 0          |
| A. Sigurðarson       | 21          | 3           | 1           | 0           | 2                  | 1                  | 0                  | 0                  |               |               |               |               |             |             |             |             | 23       | 4      | 1           | 0          |
| S. Vuk               | 9           | 0           | 0           | 0           | 1                  | 0                  | 0                  | 0                  |               |               |               |               |             |             |             |             | 10       | 0      | 0           | 0          |
| S. Wangberg          | 27          | 6           | 3           | 0           | 2                  | 0                  | 0                  | 0                  |               |               |               |               |             |             |             |             | 29       | 6      | 3           | 0          |
| U. Yttergård Jenssen | 27          | 1           | 4           | 0           | 3                  | 0                  | 1                  | 0                  |               |               |               |               |             |             |             |             | 30       | 1      | 5           | 0          |